# Kernkraftwerk Browns Ferry
Das Kernkraftwerk Browns Ferry befindet sich in den Vereinigten Staaten von Amerika am Tennessee River in der Nähe von Athens und Decatur, Alabama, auf der Nordseite (rechtes Ufer) des Wheeler Lake. Die  aus drei General Electric-Siedewasserreaktoren bestehende Anlage ist nach einer Fähre benannt, die auf dem Gelände bis zur Mitte des 20. Jahrhunderts betrieben wurde. Der Eigentümer und Betreiber ist die Tennessee Valley Authority. Das Kraftwerk besitzt einreihige Zellenkühler.
Im Januar 2024 beantragte TVA für alle drei Reaktorblöcke eine Verlängerung der Betriebslizenz um weitere 20 Jahre (für insgesamt 80 Jahre Laufzeit), deren Erteilung derzeit (Stand März 2024) von der Aufsichtsbehörde geprüft wird.

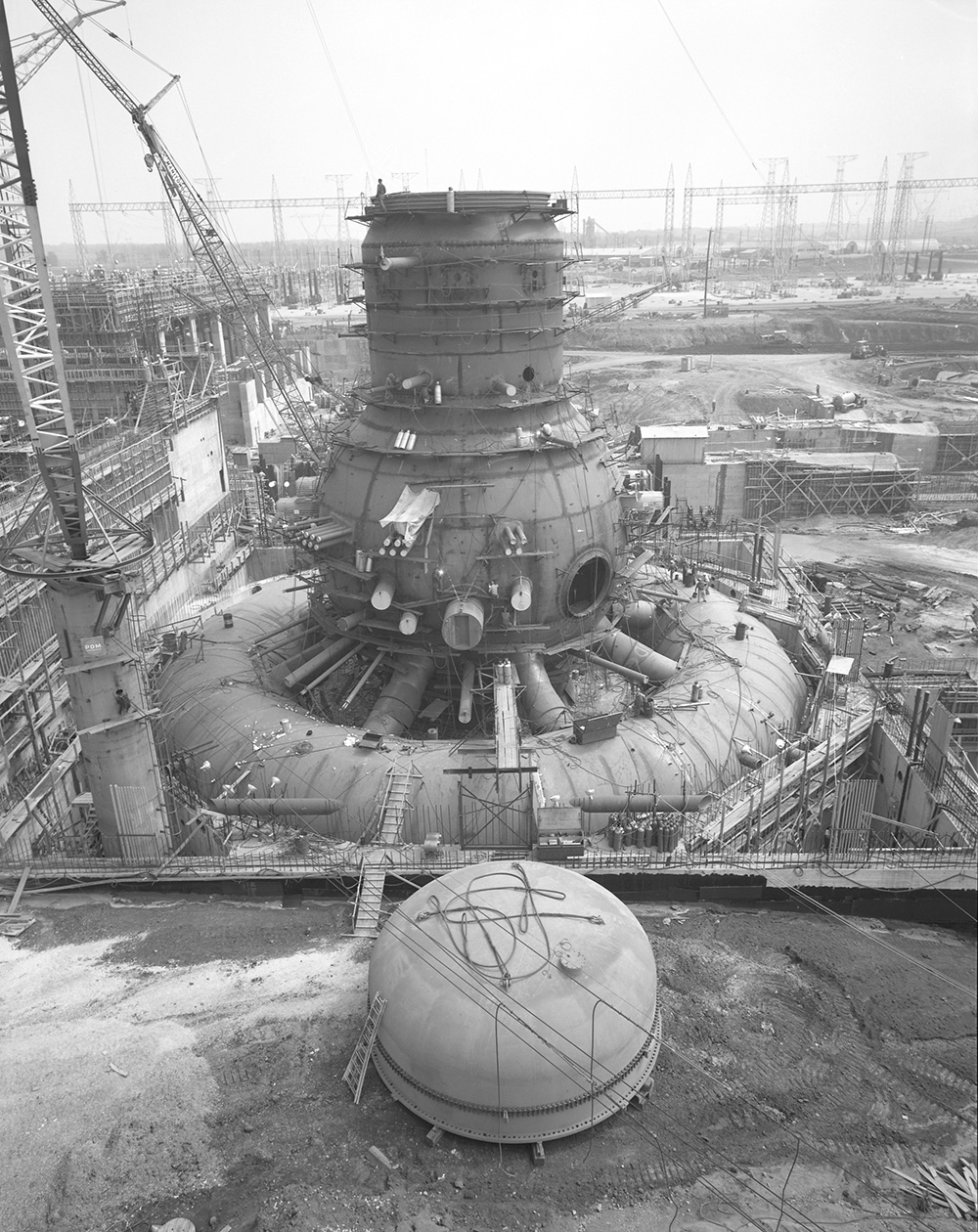
Block 1 während der Bauzeit

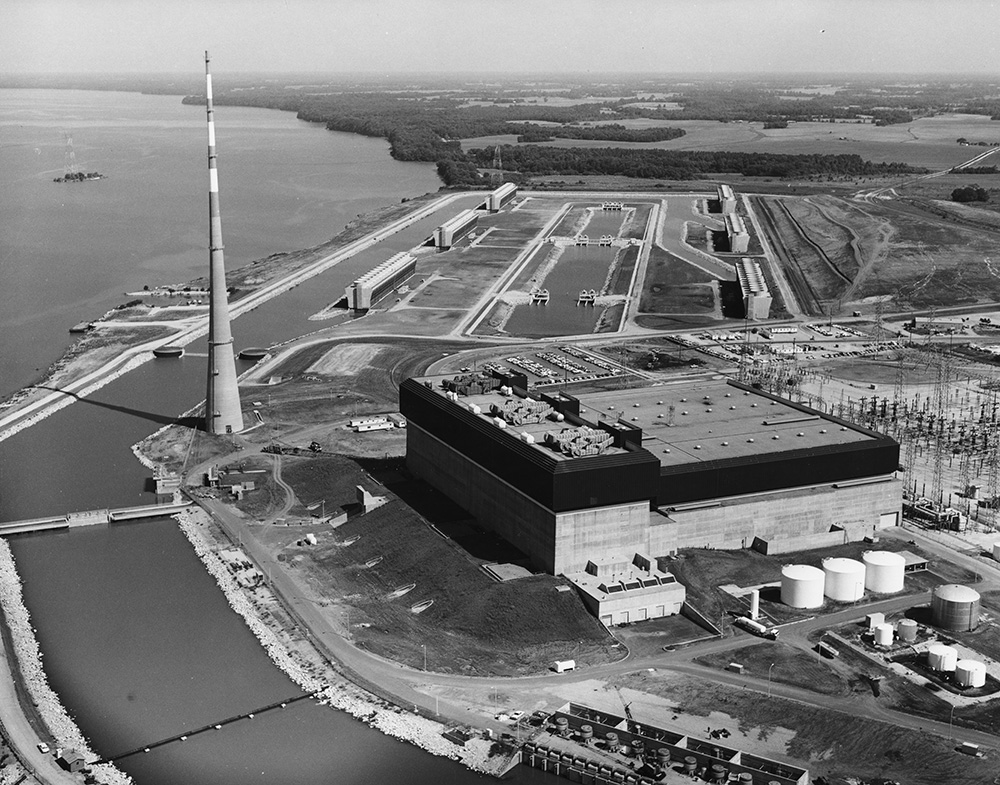
Das Kernkraftwerk zur Zeit der Inbetriebnahme 1974

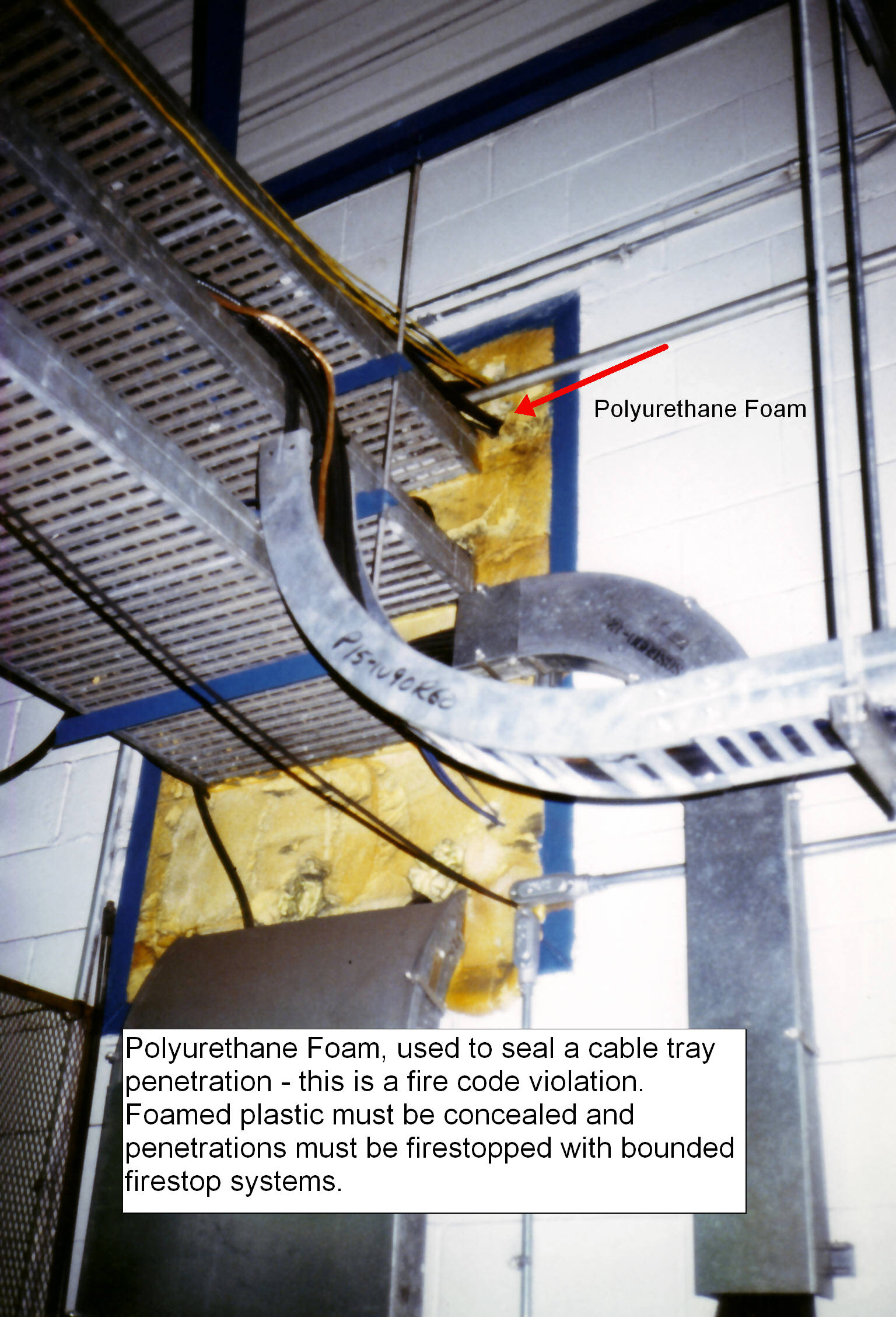
Polyurethan-Schaum wie dieser geriet in Brand

## Block 1
Block 1 ist ein Siedewasserreaktor von General Electric mit einer elektrischen Nettoleistung von 1065 MWe und einer Bruttoleistung von 1152 MWe. Der Baubeginn war am 1. Mai 1967, er wurde am 15. Oktober 1973 erstmals mit dem Stromnetz synchronisiert und ging am 1. August 1974 in den kommerziellen Leistungsbetrieb.

### Brand 1975: "Browns Ferry Fire"
Am 22. März 1975 ging ein Techniker beim Kontrollgang auf der Suche nach einem Luftleck mit einer Kerze im Kraftwerk umher. Der Schaumstoff, mit dem die Verkabelungen geschützt waren, fing Feuer, was einen Kabelbrand verursachte. Das Feuer auf der anderen Seite der Mauer (aus Sicht der Zündung gesehen) wurde nicht erkannt, bis erhebliche Schäden an Kabeln im Zusammenhang mit der Kontrolle der Blöcke 1 und 2 aufgetreten waren. Im Block 2 funktionierte zum Herunterfahren nur noch ein einziges Notkühlsystem, im Block 1 gar keines mehr: Bei allen diesen Systemen war die Stromversorgung der Pumpen durch den Brand lahmgelegt worden. Im Notfall konnte man im Block 1 zwei sogenannte Kondensatpumpen (ein normales Betriebssystem, das für Notfälle eigentlich nicht qualifiziert ist), deren Stromversorgung wegen ihrer Lage ziemlich hinten im Maschinenhaus vom Brand nicht tangiert war, wieder in Gang setzen und – nach Abschaltung des Reaktors – die Nachzerfallswärme damit abführen. Rund fünf Stunden danach ergab sich im Block 1 ein weiteres Problem: Die Druckentlastungs-Ventile des Reaktorsystems versagten den Dienst. Dass sich hier nicht relativ schnell ein Unfall einstellte, war dem Umstand zu verdanken, dass die Nachzerfallswärme zuvor bereits fünf Stunden lang abgeführt worden war, der Kern also bereits halbwegs abgekühlt war. Man hatte so genug Zeit, den Defekt in der Elektronik zu beheben.
Dieser Brand führte später in der amerikanischen Aufsichtsbehörde Nuclear Regulatory Commission (NRC) zu großen Diskussionen und zu erheblichen Verbesserungen des Brandschutzes in allen US-amerikanischen Kernkraftwerken wie auch weltweit. Der Polyurethan-Schaum zur Kabelummantelung wurde in allen Kraftwerken durch Silikon-Schaum ersetzt. Zudem wurden die Kabelstränge der einzelnen Sicherheitssysteme viel konsequenter voneinander separiert, damit nicht mehr alle Redundanzen gleichzeitig vom Feuer betroffen sein konnten. Es waren in diesem Fall sogar zwei Blöcke auf einmal unfallgefährdet. 
Der Reaktor war vom 22. März 1975 bis 1976 außer Betrieb.

### Weitere Probleme
Am 15. September 1984 wurde Block 2 zur Neubefüllung heruntergefahren. Während dieser Befüllungsphase hatte Block 3 im Oktober 1984 und Februar 1985 ernsthafte Ereignisse, daher entschied die NRC am 3. März 1985, alle drei Einheiten herunterzufahren beziehungsweise nicht mehr anzufahren. Nach 1,3 Milliarden Dollar teuren Nachbesserungen wurde Reaktor 2 im Mai 1991 wieder angefahren.
Reaktor 3 ging 1995 wieder ans Netz.
Da die TVA sich erstmal auf Reaktor 2 und 3 konzentrierte, wurde Reaktor 1 erst zum 24. Mai 2007 wieder hochgefahren, dafür wurde er für 1,8 Milliarden Dollar generalüberholt. Während der ersten Tests nach dem Neustart zerbarst in der Turbinenhalle eine hydraulische Kontrollleitung, und der Reaktor wurde vorübergehend wieder runtergefahren. Am 27. Mai waren alle Tests abgeschlossen, und der Reaktor ging am 2. Juni wieder ans Netz.
Dass die alte Anlage überhaupt noch einmal in Betrieb genommen wurde, lag nach Aussage eines Anwaltes darin, dass das Genehmigungsverfahren dadurch wesentlich einfacher wurde. Die derzeitige Betriebslizenz von Block 1 läuft 2033 aus; Eine Verlängerung auf das Jahr 2053 ist beantragt.

## Block 2
Block 2 ist ebenfalls ein General Electric-Siedewasserreaktor, allerdings mit einer Leistung von 1118 MWe netto und 1155 MWe brutto. Der Baubeginn war am 1. Mai 1967, die erste Netzsynchronisation erfolgte am 28. August 1974, er nahm am 1. März 1975 den kommerziellen Leistungsbetrieb auf. Seit 2005 wird der Block 2 mit niedrig angereichertem Uran beladen.
Aufgrund der durch eine Dürreperiode verursachten, rasch ansteigenden Wassertemperatur des Tennessee River, und somit auch einer erhöhten Temperatur des Kühlmittels, wurde der Reaktor im August 2007 für einen Tag abgeschaltet.
Die  derzeitige Betriebslizenz läuft 2034 aus. Eine Verlängerung auf das Jahr 2054 ist beantragt.

## Block 3
Auch Block 3 ist ein General Electric-Siedewasserreaktor und hat eine Nettoleistung von 1114 MWe und eine Bruttoleistung von 1190 MWe. Der Baubeginn war am 1. Juli 1968, er wurde am 12. September 1976 erstmals mit dem Stromnetz synchronisiert und ging am 1. März 1977 in den kommerziellen Leistungsbetrieb. Die derzeitige Betriebslizenz läuft 2036 aus; eine Verlängerung auf das Jahr 2056 ist beantragt.

## Weitere Störungen
Am 27. April 2011 wurden alle drei Blöcke automatisch abgeschaltet, nachdem starke Stürme Teile des Verbundnetzes in der Region beschädigt hatten. Die Sicherheitssysteme der drei Blöcke funktionierten auslegungsgemäß. Die Stromversorgung wurde von den Notstromdieseln übernommen.

## Daten der Reaktorblöcke
Das Kernkraftwerk Browns Ferry hat drei Blöcke:
| Reaktorblock   | Reaktortyp         | Netto- leistung | Brutto- leistung | Baubeginn  | Netzsyn- chronisation | Kommer- zieller Betrieb | Abschal- tung |
| -------------- | ------------------ | --------------- | ---------------- | ---------- | --------------------- | ----------------------- | ------------- |
| Browns Ferry-1 | Siedewasserreaktor | 1065 MW         | 1152 MW          | 01.05.1967 | 15.10.1973            | 01.08.1974              |               |
| Browns Ferry-2 | Siedewasserreaktor | 1118 MW         | 1155 MW          | 01.05.1967 | 28.08.1974            | 01.03.1975              |               |
| Browns Ferry-3 | Siedewasserreaktor | 1114 MW         | 1190 MW          | 01.07.1968 | 12.09.1976            | 01.03.1977              |               |